# Idiocera (Idiocera) buettikeri
Idiocera (Idiocera) buettikeri is een tweevleugelige uit de familie steltmuggen (Limoniidae). De soort komt voor in het Palearctisch gebied.